# Anton Lubowski
Anton Theodor Eberhard August Lubowski (3 de febrero de 1952 - 12 de septiembre de 1989) fue un abogado namibio y miembro del SWAPO, asesinado por miembros del Civil Cooperation Bureau (Oficina de Cooperación Civil) sudafricano.

## Educación y juventud
Lubowski, descendiente de una familia germano-namibia, cursó sus estudios secundarios en el Paul Roos Gymnasium de Stellenbosch, Sudáfrica. A continuación realizó un año de servicio militar en Pretoria, antes de acudir a la Universidad de Stellenbosch para sus estudios de derecho y a la Universidad de Ciudad del Cabo en donde obtuvo su Bachelor of Laws.

## Activismo político
En la década de los 70, Anton Lubowski se convirtió en un destacado líder del movimiento separatista namibio y fue el primer blanco en declarar su pertenencia al SWAPO en 1986. Llegó a ocupar un puesto en el Comité Ejecutivo de la organización que presidía Sam Nujoma. Su lucha en favor de la independencia fue simultánea a la defensa de los Derechos Humanos y en contra del régimen del apartheid que prevalecía en Sudáfrica. Sin embargo, su labor de activista se vio truncada con su asesinato a balazos el 12 de septiembre de 1989 en frente de su residencia en Windhoek.